# Tillandsia diaguitensis
Tillandsia diaguitensis är en gräsväxtart som beskrevs av Alberto Castellanos. Tillandsia diaguitensis ingår i släktet Tillandsia och familjen Bromeliaceae. Inga underarter finns listade i Catalogue of Life.